# Muzeum turistiky
Muzeum turistiky se nalézá v budově bývalé židovské synagogy (č. p. 48) a v sousedním domě (č. p. 49) v Široké ulici v Bechyni. Jedná se o jediné muzeum svého druhu v České republice. Otevřeno bylo 1. července 2006 a je spravováno Klubem českých turistů. Nemovitost je chráněna jako kulturní památka České republiky.

## Založení muzea
Po roce 1990 znovuobnovený Klub českých turistů hledal pro desítky let plánovaný záměr svého muzea vhodný objekt. Navrhována byla Praha, jednáno bylo o Frenšátu pod Radhoštěm.
Ing Jan Havelka, tehdejší předseda KČT, využil v roce 1993 možnosti získat uvolněnou baštu z dávného opevnění v Bechyni. O sedm let později objevil poblíž chátrající objekt synagogy, kde bývaly i sklady a hasičské muzeum. Objekty se podařilo KČT získat, upravit a muzeum v roce 2006 zpřístupnit veřejnosti.

## Expozice
V muzeu jsou vystaveny předměty a informační panely dokumentující vývoj turistiky v českých zemích i v Evropě. Hlavní část expozice je věnována Klubu českých turistů, její historii, činnosti, objektům a významným osobnostem. Na podrobné interaktivní mapě je znázorněno více než 200 rozhleden na území České republiky.
Součástí muzea je také stálá expozice věnující se historii židovských obcí na Bechyňsku, umístěná na bývalé ženské galerii synagogy.

## Další rozšíření
Pro velké množství archivních materiálů prostory nedostačovaly. Vedle někdejší synagogy byl zakoupen v roce 2007 další dům, kde byla instalována expozice Historie KČT v letech 1888-1942. Tato budova bude sloužit i jako plánované Muzeum evropské turistiky, klubový archiv a informační centrum naučné Stezky podél Lužnice.

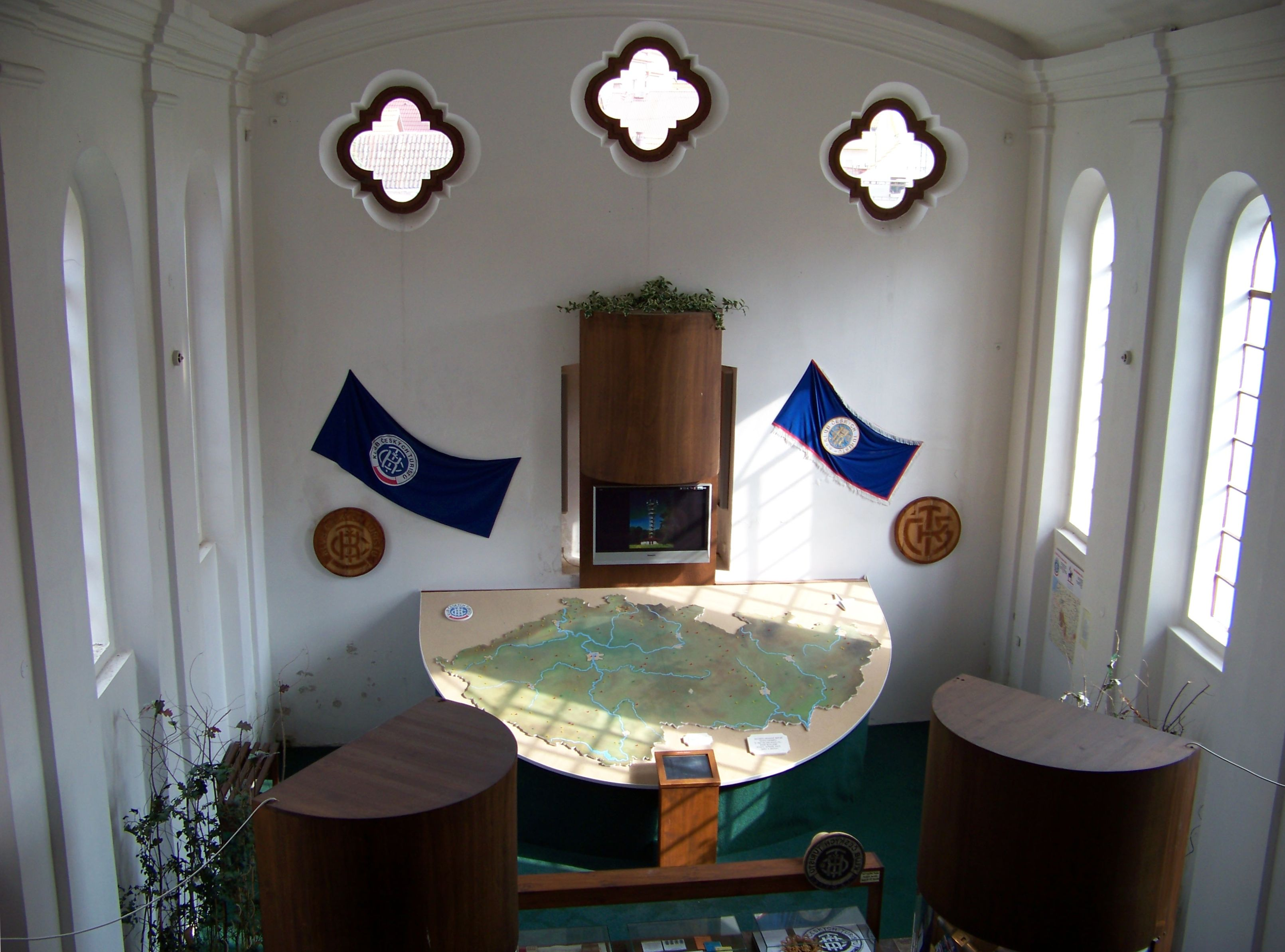
Expozice v synagoze – interaktivní mapa rozhleden
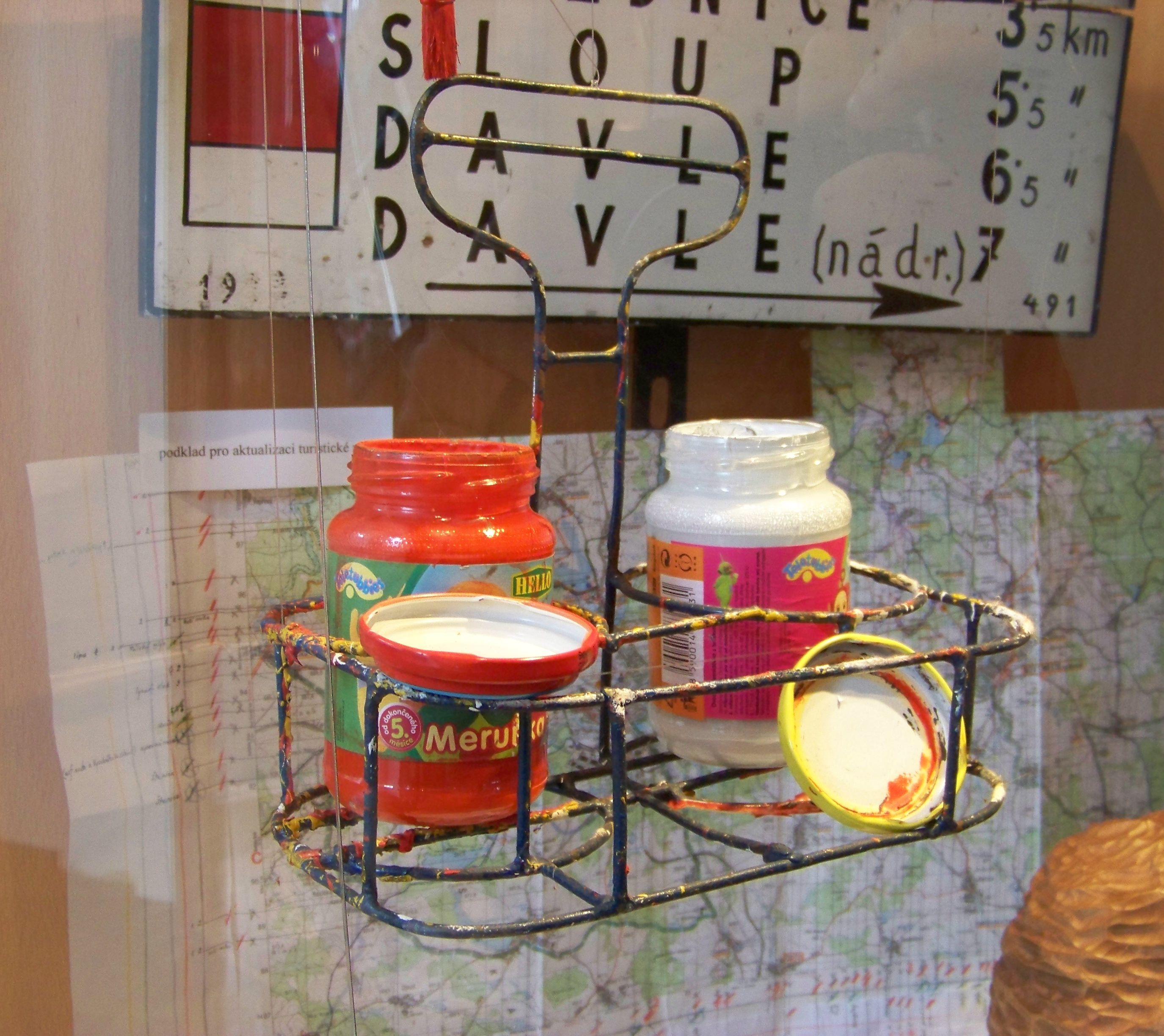
Značkařské náčiní
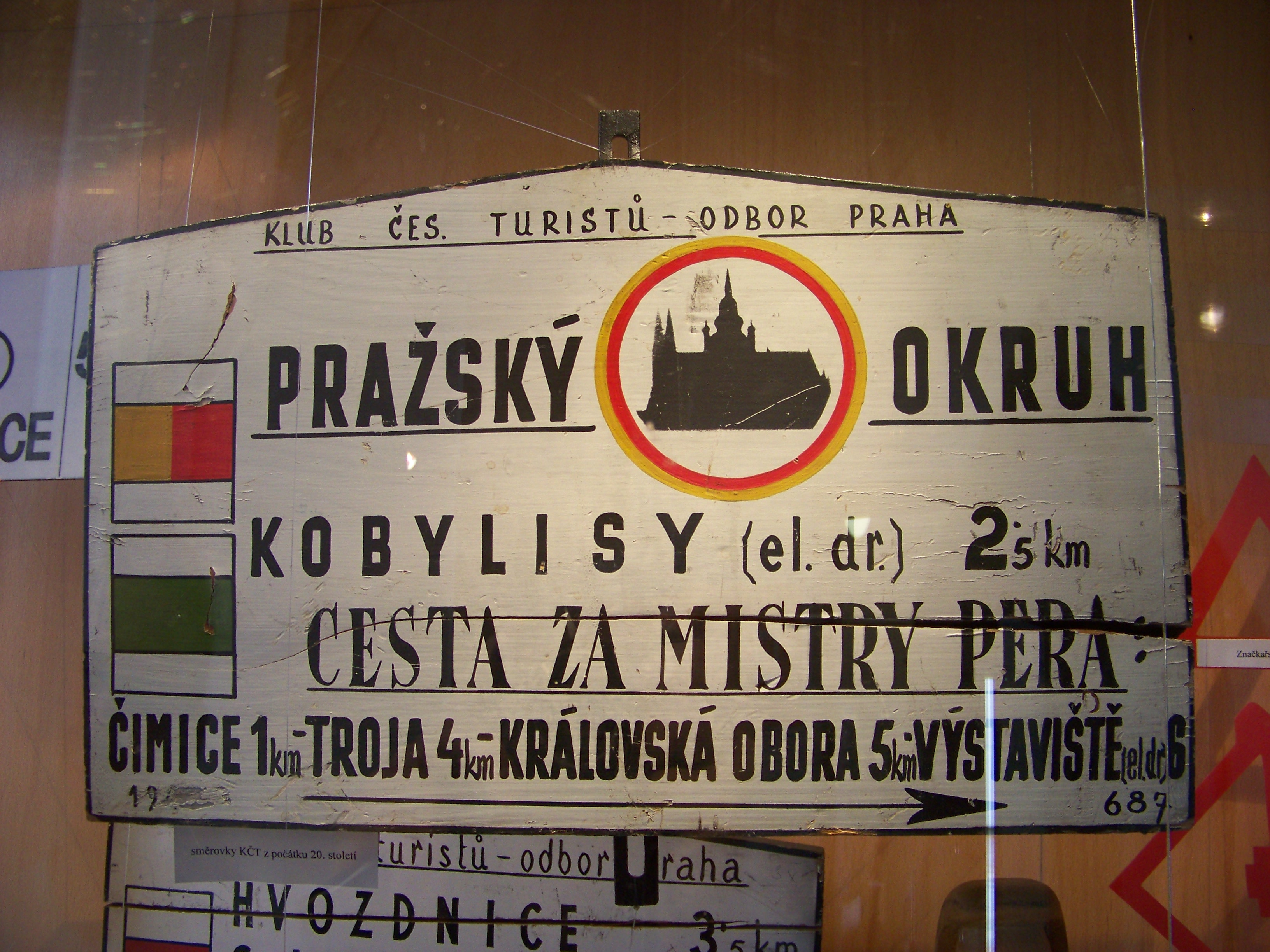
Historická turistická směrovka